# Réflexe d'Unken

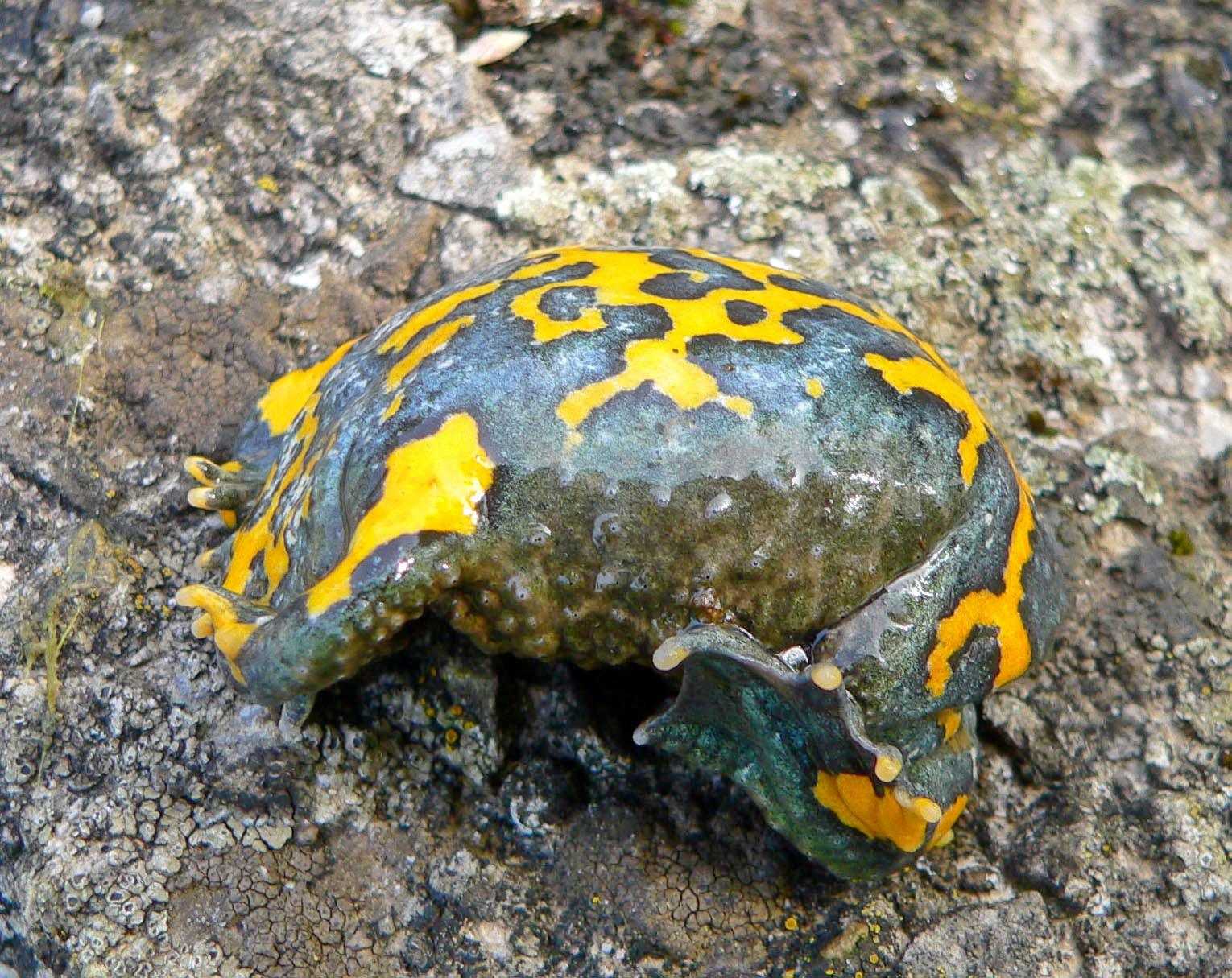
Sonneur à ventre jaune dans la position du réflexe d’Unken. La partie la plus visible est le ventre.

Le réflexe d'Unken[réf. nécessaire] (de l'allemand Unkenreflex, Unke signifiant crapaud) est un comportement de défense de certains lissamphibiens (par exemple dans les genres Salamandrina et Bombina). Lorsqu'il est menacé, l'animal s'arc-boute, mettant en évidence les parties vivement colorées de son ventre, puis se tient immobile. Chez les Anoures, les pattes antérieures et postérieures peuvent entrer en contact. 
Cette posture constitue un signal par lequel l’animal indique à un potentiel prédateur que sa peau sécrète un liquide laiteux et toxique qui fait gonfler les muqueuses.[réf. nécessaire]